# Resorcinol (adhesiu)
La cola de resorcinol, també coneguda com a resorcinol-formaldehid, és una combinació adhesiva de resina i enduridor que resisteix la immersió dins l'aigua a llarg termini i té una alta resistència a la llum ultraviolada. L'adhesiu, introduït el 1943, ha estat molt popular en la construcció d'avions i embarcacions.
Fins a la invenció de la resina epoxídica, el resorcinol va ser una de les coles marines més esteses. A diferència de l'epoxi, no té propietats d'ompliment de buits, necessitant que les juntes s'ajustin bé i s'agafin a pressió per obtenir bons resultats. La cola es presenta en dues parts: un xarop vermell i unes pólvores marró clar que es barregen per formar la cola. El resorcinol no curat té una vida útil relativament curta d'uns dos o tres anys, segons la temperatura d'emmagatzematge. El seu ús ha disminuït des de la dècada de 1990 per la facilitat d'ús i la versatilitat de les coles epoxi.
Tot i que la major facilitat d'ús i versatilitat de l'epoxi fa que sigui molt més popular, l'epoxi presenta una mala resistència als raigs UV i en la majoria d'aplicacions estructurals només té una modesta resistència a la calor, cosa que la fa menys ideal per a molts usos a l'exterior. El resorcinol continua sent l'adhesiu més adequat per a usos exteriors i marins. A diferència de l'epoxi, no omple bé els forats, de manera que requereix un estàndard molt elevat dels dos factors essencials per al seu bon ús: la mecanització i el muntatge.